# DN25A
De DN25A (Drum Național 25A of Nationale weg 25A) is een weg in Roemenië. Hij loopt van Hanu Conachi naar Nănești. De weg is 8 kilometer lang.